# جرد (أرض)
الجرد لغة من جرد إذ خلا جمعه جرود وهو تسمية بالمصدر وفي الجغرافيا هو المكان الخالي من النبات وقيل الفضاء لا نبت فيه من قولهم جردت الأرض فهي جرداء.

قال أبو ذؤيبٍ يصف حمار وحش وأنَّه يأتي الماء ليلاً فيشرب 
يَقْضي لُبانَتَهُ بالليلِ ثم إذا

أَضْحَى تَيَمَّمَ حَزْماً حوله جرد
وقيل الجرد الأرض المرتفعة البعيدة عن البحر، والجرود جماعات العسكر.